# Valley (pays de Galles)
Pour les articles homonymes, voir Valley.
Valley est une localité du pays de Galles située sur l’île d’Anglesey.